# 다중 등록 프로토콜
다중 등록 프로토콜(영어: Multiple Registration Protocol, MRP)은 IEEE 802.1Q의 수정판인 IEEE 802.1ak가 정의한 범용 등록 프레임워크이다. MRP는 브릿지와 스위치 또는 다른 비슷한 장치들이 가상랜(VLAN) 식별자 또는 대형 근거리 통신망(LAN)상의 멀티캐스트 그룹 멤버십 등의 속성 값을 등록, 등록 해제할 수 있게 한다. MRP는 데이터 링크 계열에서 동작한다. 